# Bihastina argentipuncta
Bihastina argentipuncta là một loài bướm đêm trong họ Geometridae.